# Frases de riesgo y seguridad
'Las frases R y S no se utilizarán a partir del 1 de junio de 2017!!!!'
Las Frases de riesgo y de seguridad, también conocidas como frases R/S, son un sistema de códigos de riesgo y frases para  describir los riesgos de los compuestos químicos peligrosos. Las frases R/S consisten de frases indicadoras de riesgos específicos (R) y consejos de seguridad (S). Estas letras son seguidas de un número, cuya combinación tiene el mismo significado en diferentes idiomas.

## Ejemplos
Las frases R/S para ácido clorhídrico en forma gaseosa (37%) es:
R: 34-37 S: 26-36-45.
Las frases correspondientes idioma español son:
Riesgos
R34 Provoca quemaduras
R37 Irrita las vías respiratorias
Seguridad
S26 En caso de contacto con los ojos, lávense inmediata y abundantemente con agua y acúdase a un médico
S36 Úsese indumentaria protectora adecuada
S45 En caso de accidente o malestar, acúdase inmediatamente al médico (si es posible, muéstresele la etiqueta)
Los guiones separan los números de las frases distintas. 
Ejemplo: R34-37 Provoca quemaduras,  irrita las vías respiratorias